# 블레이비구

블레이비구의 위치

블레이비구(영어: Blaby District)는 잉글랜드 레스터셔주에 위치한 비도시 자치구로 중심 도시는 나버러이며 인구는 95,851명(2014년 기준), 면적은 130.5 km2이다.